# Tottenham Hotspur Football Club 2024-2025
Questa voce raccoglie le informazioni riguardanti il Tottenham Hotspur Football Club nelle competizioni ufficiali della stagione 2024-2025.

## Stagione

### Antefatti
Tra gli acquisti di spessore del Tottenham nella stagione 2024-2025 vi sono i giovani prospetti Archie Gray, Lucas Bergvall (entrambi per 40 miloni di sterline) e Wilson Odobert (costato €30 milioni), anche se l'ingresso più oneroso è stato quello per il centravanti Dominic Solanke, per il quale il club londinese sborsa al Bournemouth 64 milioni di euro. Sul fronte uscite, da segnalare la cessione definitiva di Emerson Royal per €15 milioni al Milan e quella di Joe Rodon per €12 milioni al Leeds Utd. Tra i tanti svincolati che lasciano il club a termine del loro contratto vi sono Eric Dier (agli Spurs dal 2013) che passa al Bayern Monaco, dopo il prestito in Baviera dell'anno prima, ed Ivan Perišić che ritorna a casa all'Hajduk Spalato. Pierre-Emile Højbjerg e Bryan Gil vengono invece girati in prestito, rispettivamente all'Olympique Marsiglia di De Zerbi e al Girona.

### Premier League

#### Girone di andata
Il Tottenham comincia la nuova stagione con un pareggio per 1-1 in trasferta contro il neo-promosso Leicester City, prima di trovare la prima vittoria (4-0) nella giornata successiva in casa contro l'Everton. Il mese di settembre si apre con la sconfitta per 2-1 a St James' Park contro il Newcastle Utd, a cui segue quella della giornata dopo contro l'Arsenal nel derby del nord di Londra per 0-1. Nelle due settimane successive gli Spurs tornano a vincere, prima in casa contro il Brentford per 3-1 e poi contro lo United ad Old Trafford per 3-0, anche se cadono a Brighton (3-2) prima della sosta delle nazionali. Arrivano in seguito due successi casalinghi per 4-1 (contro West Ham Utd e Aston Villa), intervellati però da due sconfitte con squadre modeste, come Crystal Palace ed Ipswich Town. Questi risultati altalenanti non sembrano arrestarsi: se il 24 novembre espugna l'Etihad (4-0) rifilando un poker al Manchester City di Guardiola, nella partita dopo la squadra di Postecoglu viene fermata 1-1 col Fulham al Tottenham Stadium. A partire da dicembre gli Spurs occupano stabilmente il centro classifica, andando incontro spesso a risultati pirotecnici, tra cui spiccano il 5-0 rifilato al Southampton fanalino di coda ma anche la roboante sconfitta in casa per 3-6 contro il capolista Liverpool. Nel Boxing Day vengono sconfitti 1-0 sul campo del Nottingham Forest, mentre il 29 dicembre, nell'ultimo match del 2024, non riescono a tornare alla vittoria, venendo fermati 2-2 nel finale dal Wolverhampton.

#### Girone di ritorno
Il 2025 si apre nel peggiore dei modi per il Tottenham: le quattro sconfitte consecutive di gennaio fanno sprofondare infatti la squadra al quindicesimo posto, ad otto punti dalla zona retrocessione. Il 2 febbraio arriva la prima vittoria in campionato del 2025 (l'ultima era stata un mese e mezzo prima) sul campo del Brentford. Il filotto di successi prosegue con altre due vittorie contro United ed Ipswich Town, fino alla sconfitta casalinga per 0-1 contro il City del 26 febbraio. Nei mesi successivi arriva una sola vittoria col Southampton, risultato che decreta la matematica retrocessione dei Saints, il 5 aprile. Abbandonata ormai ogni ambizione sul campionato, e in concomitanza col trionfale cammino in Europa, il Tottenham patisce una notevole ricaduta in Premier, tanto da giungere solo 17º a fine stagione (peggior piazzamento dal 1977), facendo registrare il nuovo record negativo di 22 sconfitte in campionato. La vittoria in Europa League garantisce comunque l'accesso alla successiva Champions League.

### Europa League
Nella nuova fase campionato di Europa League il Tottenham deve affrontare nell'ordine: Qarabağ, Ferencváros, AZ Alkmaar, Galatasaray, Roma, Rangers, Hoffenheim ed Elfsborg. Vinte le prime tre partite e giunta prima in classifica (l'unica a punteggio pieno con la Lazio), la squadra londinese viene sconfitta il 7 novembre ad Istanbul contro il Galatasaray di Osimhen, prima di pareggiare 1-1 in casa contro la Roma. Dopo un altro pari contro i Rangers a Glasgow, il 23 gennaio torna alla vittoria, trionfando 3-2 a Sinsheim contro l'Hoffenheim. Il successo casalingo per 3-0 contro l'Elfsborg all'ultima giornata porta gli Spurs al quarto posto, garantendosi l'accesso diretto agli ottavi di finale, dove affrontano di nuovo l'AZ Alkmaar. Ad Alkmaar gli olandesi hanno la meglio di misura (1-0, autogol di Bergvall), ma al ritorno a Londra vengono superati 3-1. Al ritorno dei quarti il Tottenham estromette a Francoforte l'Eintracht grazie ad un rigore di Solanke, dopo che l'andata tra le mura amiche era terminata 1-1.
Al penultimo atto della competizione, gli uomini di Postecoglu devono vedersela con la rivelazione Bodø/Glimt, fresco vincitore sulla Lazio e prima squadra norvegese in una semifinale europea. Nella gara d'andata del 1º maggio giocata al Tottenham Hotspur Stadium, i padroni di casa trionfano 3-1 e nel ritorno in Scandinavia i londinesi superano 2-0 senza intoppi la squadra di Bodo.
Nella finale del 21 maggio al San Mamés, gli Spurs affrontano in un match tutto inglese il Manchester Utd di Ruben Amorim, che in semifinale aveva battuto l'Athletic Bilbao, togliendo ai baschi la possibilità di giocarsi la finale in casa propria. Gli uomini di Postecoglu hanno la meglio per 1-0 sui Red Devils, in una gara poco spettacolare e risolta al 42º minuto del primo tempo grazie ad un gol di Johnson, su un rimpallo del difensore mancuniano Shaw. Per il Tottenham si tratta del terzo successo nella seconda competizione europea per importanza, dopo le Coppe UEFA 1972 e 1984, e del primo trofeo conquistato a distanza di 17 anni dall'ultimo, ovvero la Coppa di Lega 2007-08. Il trionfo in Europa League salva dunque una stagione fallimentare per gli Spurs in campionato, garantendo loro l'accesso diretto alla Champions League 2025-26.

### FA Cup
Il 12 gennaio 2025 il Tottenham affronta ai trentaduesimi il Tamworth, compagine di quinta serie che aveva già eliminato in coppa Huddersfield Town e Burton Albion, entrambi club di due livelli superiori. Bloccati, non senza fatica, sullo 0-0 nei tempi regolamentari, alla fine gli Spurs la risolvono ai supplementari vincendo 3-0. Nel turno successivo vengono estromessi a Birmingham contro l'Aston Villa (sconfitta per 2-1).

### EFL Cup
Il Tottenham inizia il suo cammino in Coppa di Lega vincendo 2-1 sul campo del Coventry City, grazie a due reti segnate nel finale da Spence e Johnson. Successivamente estromette i due club di Manchester (City e United) e approda in semifinale dove trova di fronte il Liverpool di Arne Slot. Dopo aver portato a casa la gara d'andata grazie al gol decisivo di Bergvall, gli Spurs vengono tuttavia travolti per 4-0 nel ritorno ad Anfield, uscendo dalla competizione.

## Maglie e sponsor
Il fornitore tecnico per la stagione 2024-2025 è Nike, mentre lo sponsor ufficiale è AIA.
La prima divisa bianca, rispetto agli anni scorsi, contiene più dettagli color blu navy (il colletto, le maniche e sui fianchi), mentre sul fine manica è presente una fantasia a strisce alternata blu e bianca.
Per la seconda maglia si è deciso di puntare su un completo a strisce color cobalto chiaro, royal tint (una sorta d'azzurro) e blu binario. Il colletto e le maniche sono neri, anche se su queste ultime sono inseriti dettagli gialli.
La terza casacca è invece di colore verde menta con accenni di verde scuro, bianco ed oro chiaro. Il suo design grafico astratto si ispira agli olmi delle Seven Sisters, un gruppo di alberi del quartiere di Tottenham.
| Casa |  | Trasferta |  | Terza divisa |

## Rosa
Rosa, numerazione e ruoli, tratti dal sito ufficiale, sono aggiornati al 4 febbraio 2025.
| N. |                          | Ruolo | Calciatore        |
| -- | ------------------------ | ----- | ----------------- |
| 1  | Italia (bandiera)        | P     | Guglielmo Vicario |
| 3  | Spagna (bandiera)        | D     | Sergio Reguilón   |
| 4  | Austria (bandiera)       | D     | Kevin Danso       |
| 6  | Romania (bandiera)       | D     | Radu Drăgușin     |
| 7  | Corea del Sud (bandiera) | A     | Son Heung-min ()  |
| 8  | Mali (bandiera)          | C     | Yves Bissouma     |
| 9  | Brasile (bandiera)       | A     | Richarlison       |
| 10 | Inghilterra (bandiera)   | C     | James Maddison    |
| 11 | Francia (bandiera)       | A     | Mathys Tel        |
| 13 | Italia (bandiera)        | D     | Destiny Udogie    |
| 14 | Inghilterra (bandiera)   | C     | Archie Gray       |
| 15 | Svezia (bandiera)        | C     | Lucas Bergvall    |
| 16 | Germania (bandiera)      | A     | Timo Werner       |
| 17 | Argentina (bandiera)     | D     | Cristian Romero   |
| 18 | Argentina (bandiera)     | C     | Giovani Lo Celso  |
| 19 | Inghilterra (bandiera)   | A     | Dominic Solanke   |

| N. |                          | Ruolo | Calciatore        |
| -- | ------------------------ | ----- | ----------------- |
| 20 | Inghilterra (bandiera)   | P     | Fraser Forster    |
| 21 | Svezia (bandiera)        | C     | Dejan Kulusevski  |
| 22 | Galles (bandiera)        | A     | Brennan Johnson   |
| 23 | Spagna (bandiera)        | D     | Pedro Porro       |
| 24 | Inghilterra (bandiera)   | D     | Djed Spence       |
| 28 | Francia (bandiera)       | A     | Wilson Odobert    |
| 29 | Senegal (bandiera)       | C     | Pape Matar Sarr   |
| 30 | Uruguay (bandiera)       | C     | Rodrigo Bentancur |
| 31 | Rep. Ceca (bandiera)     | P     | Antonín Kinský    |
| 33 | Galles (bandiera)        | D     | Ben Davies        |
| 37 | Paesi Bassi (bandiera)   | D     | Micky van de Ven  |
| 40 | Inghilterra (bandiera)   | P     | Brandon Austin    |
| 41 | Inghilterra (bandiera)   | P     | Alfie Whiteman    |
| 42 | Inghilterra (bandiera)   | A     | Will Lankshear    |
| 47 | Inghilterra (bandiera)   | A     | Mikey Moore       |
|    | Corea del Sud (bandiera) | A     | Yang Min-hyeok    |

## Calciomercato

### Sessione estiva
| Acquisti         | Acquisti        | Acquisti       | Acquisti                     |
| R.               | Nome            | da             | Modalità                     |
| ---------------- | --------------- | -------------- | ---------------------------- |
| A                | Dominic Solanke | Bournemouth    | definitivo (64,3 milioni €)  |
| C                | Archie Gray     | Leeds Utd      | definitivo (41,25 milioni €) |
| C                | Lucas Bergvall  | Djurgården     | definitivo (10 milioni €)    |
| A                | Wilson Odobert  | Burnley        | definitivo (29,3 milioni €)  |
| Altre operazioni |                 |                |                              |
| R.               | Nome            | da             | Modalità                     |
| D                | Eric Dier       | Bayern Monaco  | fine prestito                |
| A                | Alejo Véliz     | Siviglia       | fine prestito                |
| C                | Tanguy Ndombele | Galatasaray    | fine prestito                |
| D                | Djed Spence     | Genoa          | fine prestito                |
| A                | Ivan Perišić    | Hajduk Spalato | fine prestito                |

| Cessioni         | Cessioni              | Cessioni            | Cessioni                    |
| R.               | Nome                  | a                   | Modalità                    |
| ---------------- | --------------------- | ------------------- | --------------------------- |
| D                | Joe Rodon             | Leeds Utd           | definitivo (11,8 milioni €) |
| C                | Giovani Lo Celso      | Betis               | definitivo (5 milioni €)    |
| D                | Eric Dier             | Bayern Monaco       | gratuito                    |
| D                | Ryan Sessegnon        | Fulham              | gratuito                    |
| C                | Tanguy Ndombele       | Nizza               | fine prestito               |
| A                | Ivan Perišić          | Hajduk Spalato      | gratuito                    |
| D                | Japhet Tanganga       | Millwall            | gratuito                    |
| C                | Pierre-Emile Højbjerg | Olympique Marsiglia | prestito                    |
| A                | Bryan Gil             | Girona              | prestito                    |
| A                | Manor Solomon         | Leeds Utd           | prestito                    |
| A                | Alejo Véliz           | Espanyol            | prestito                    |
| D                | Emerson Royal         | Milan               | definitivo (15 milioni €)   |
| Altre operazioni |                       |                     |                             |
| R.               | Nome                  | da                  | Modalità                    |
| C                | Alfie Devine          | Westerlo            | prestito                    |

### Sessione invernale
| Acquisti         | Acquisti       | Acquisti      | Acquisti                  |
| R.               | Nome           | da            | Modalità                  |
| ---------------- | -------------- | ------------- | ------------------------- |
| P                | Antonín Kinský | Slavia Praga  | definitivo (16 milioni €) |
| A                | Yang Min-hyeok | Gangwon       | definitivo (4 milioni €)  |
| D                | Kevin Danso    | Lens          | prestito                  |
| A                | Mathys Tel     | Bayern Monaco | prestito                  |
| Altre operazioni |                |               |                           |
| R.               | Nome           | da            | Modalità                  |

| Cessioni         | Cessioni         | Cessioni         | Cessioni         |
| R.               | Nome             | a                | Modalità         |
| Altre operazioni | Altre operazioni | Altre operazioni | Altre operazioni |
| R.               | Nome             | da               | Modalità         |
| ---------------- | ---------------- | ---------------- | ---------------- |
| A                | Yang Min-hyeok   | QPR              | prestito         |
| A                | Will Lankshear   | West Bromwich    | prestito         |

## Risultati

### Premier League

#### Girone di andata
| Arbitro: | Kavanagh |

|           |           |           |
| Vardy 57’ | Marcatori | 29’ Porro |

| Arbitro: | Taylor |

|                                      |           |  |
| Bissouma 14’ Son 25’, 77’ Romero 71’ | Marcatori |  |

| Arbitro: | R. Jones |

|                     |           |                 |
| Barnes 37’ Isak 78’ | Marcatori | 56’ (aut.) Burn |

| Arbitro: | Gillett |

|  |           |             |
|  | Marcatori | 64’ Gabriel |

| Arbitro: | Brooks |

|                                        |           |           |
| Solanke 8’ B. Johnson 28’ Maddison 85’ | Marcatori | 1’ Mbeumo |

| Arbitro: | Kavanagh |

|  |           |                                          |
|  | Marcatori | 3’ B. Johnson 47’ Kulusevski 77’ Solanke |

| Arbitro: | Coote |

|                                   |           |                             |
| Minteh 48’ Rutter 58’ Welbeck 66’ | Marcatori | 23’ B. Johnson 37’ Maddison |

| Arbitro: | A. Madley |

|                                                       |           |           |
| Kulusevski 36’ Bissouma 52’ Areola 55’ (aut.) Son 60’ | Marcatori | 18’ Kudus |

| Arbitro: | D. Bond |

|            |           |  |
| Mateta 31’ | Marcatori |  |

| Arbitro: | Pawson |

|                                                |           |            |
| B. Johnson 49’ Solanke 75’, 79’ Maddison 90+6’ | Marcatori | 32’ Rogers |

| Arbitro: | England |

|               |           |                        |
| Bentancur 69’ | Marcatori | 31’ Szmodics 43’ Delap |

| Arbitro: | Brooks |

|  |           |                                              |
|  | Marcatori | 13’, 20’ Maddison 52’ Porro 90+3’ B. Johnson |

| Arbitro: | Bond |

|                |           |             |
| B. Johnson 54’ | Marcatori | 67’ Cairney |

| Arbitro: | Hooper |

|             |           |  |
| Huijsen 17’ | Marcatori |  |

| Arbitro: | Taylor |

|                                     |           |                                                           |
| Solanke 5’ Kulusevski 11’ Son 90+7’ | Marcatori | 17’ Sancho 61’ (rig.), 84’ (rig.) Palmer 74’ E. Fernández |

| Arbitro: | England |

|  |           |                                                    |
|  | Marcatori | 1’, 45+4’ Maddison 12’ Son 14’ Kulusevski 25’ Sarr |

| Arbitro: | Barrott |

|                                         |           |                                                                   |
| Maddison 41’ Kulusevski 72’ Solanke 83’ | Marcatori | 23’, 85’ L. Díaz 36’ Mac Allister 45+1’ Szoboszlai 54’, 61’ Salah |

| Arbitro: | Pawson |

|            |           |  |
| Elanga 28’ | Marcatori |  |

| Arbitro: | Kavanagh |

|                                |           |                            |
| Bentancur 12’ B. Johnson 45+3’ | Marcatori | 7’ Hwang 87’ Strand Larsen |

#### Girone di ritorno
| Arbitro: | A. Madley |

|            |           |                    |
| Solanke 4’ | Marcatori | 6’ Gordon 38’ Isak |

| Arbitro: | Hooper |

|                                 |           |         |
| Solanke 40’ (aut.) Trossard 44’ | Marcatori | 25’ Son |

| Arbitro: | England |

|                                                   |           |                                  |
| Calvert-Lewin 13’ I. Ndiaye 30’ Gray 45+7’ (aut.) | Marcatori | 77’ Kulusevski 90+2’ Richarlison |

| Arbitro: | Jones |

|                 |           |                            |
| Richarlison 33’ | Marcatori | 46’ Vardy 50’ El Khannouss |

| Arbitro: | Gillett |

|  |           |                               |
|  | Marcatori | 29’ (aut.) Janelt 87’ P. Sarr |

| Arbitro: | Bankes |

|              |           |  |
| Maddison 13’ | Marcatori |  |

| Arbitro: | Robinson |

|                |           |                                               |
| Hutchinson 36’ | Marcatori | 18’, 26’ B. Johnson 77’ Spence 84’ Kulusevski |

| Arbitro: | Gillett |

|  |           |             |
|  | Marcatori | 12’ Haaland |

| Arbitro: | Brooks |

|                            |           |                             |
| P. Sarr 67’ Son 84’ (rig.) | Marcatori | 42’ Tavernier 65’ Evanilson |

| Arbitro: | Madley |

|                         |           |  |
| Muniz 78’ Sessegnon 88’ | Marcatori |  |

| Arbitro: | Pawson |

|                  |           |  |
| E. Fernández 50’ | Marcatori |  |

| Arbitro: | Salisbury |

|                                      |           |                  |
| B. Johnson 13’, 42’ Tel 90+6’ (rig.) | Marcatori | 90’ M. Fernandes |

| Arbitro: | Taylor |

|                                                            |           |                         |
| Aït-Nouri 2’ Spence 38’ (aut.) Strand Larsen 64’ Cunha 86’ | Marcatori | 59’ Tel 85’ Richarlison |

| Arbitro: | Bankes |

|                 |           |                         |
| Richarlison 87’ | Marcatori | 5’ E. Anderson 16’ Wood |

| Arbitro: | Bramall |

|                                                                    |           |             |
| L. Díaz 16’ Mac Allister 24’ Gakpo 34’ Salah 63’ Udogie 69’ (aut.) | Marcatori | 12’ Solanke |

| Arbitro: | Oliver |

|           |           |             |
| Bowen 28’ | Marcatori | 15’ Odobert |

| Arbitro: | Kavanagh |

|  |           |              |
|  | Marcatori | 45’, 48’ Eze |

| Arbitro: | Bankes |

|                         |           |  |
| Konsa 59’ B. Kamara 73’ | Marcatori |  |

| Arbitro: | Jones |

|                    |           |                                                     |
| Solanke 17’ (rig.) | Marcatori | 51’, 64’ Hinshelwood 88’ (rig.) O'Riley 90+3’ Gómez |

### FA Cup
| Arbitro: | Bankes |

|  |           |                                                      |
|  | Marcatori | 101’ (aut.) Tshikuna 107’ Kulusevski 118’ B. Johnson |

| Arbitro: | Taylor |

|                      |           |           |
| Ramsey 1’ Rogers 64’ | Marcatori | 90+1’ Tel |

### EFL Cup
| Arbitro: | England |

|                   |           |                             |
| Thomas-Asante 63’ | Marcatori | 88’ Spence 90+2’ B. Johnson |

| Arbitro: | R. Jones |

|                       |           |                |
| Werner 5’ P. Sarr 25’ | Marcatori | 45+4’ M. Nunes |

| Arbitro: | Brooks |

|                                         |           |                                    |
| Solanke 15’, 54’ Kulusevski 46’ Son 88’ | Marcatori | 63’ Zirkzee 70’ Diallo 90+4’ Evans |

#### Semifinale
| Arbitro: | Attwell |

|              |           |  |
| Bergvall 86’ | Marcatori |  |

| Arbitro: | Pawson |

|                                                        |           |  |
| Gakpo 34’ Salah 51’ (rig.) Szoboszlai 75’ Van Dijk 80’ | Marcatori |  |

### UEFA Europa League

#### Fase campionato
| Arbitro: | Delajod |

|                                     |           |  |
| B. Johnson 12’ Sarr 52’ Solanke 68’ | Marcatori |  |

| Arbitro: | Pajač |

|           |           |                         |
| Varga 90’ | Marcatori | 23’ Sarr 86’ B. Johnson |

| Arbitro: | Lukjančukas |

|                        |           |  |
| Richarlison 53’ (rig.) | Marcatori |  |

| Arbitro: | Visser |

|                           |           |                           |
| Akgün 6’ Osimhen 31’, 39’ | Marcatori | 18’ Lankshear 69’ Solanke |

| Arbitro: | Nyberg |

|                           |           |                           |
| Son 5’ (rig.) Johnson 33’ | Marcatori | 20’ N'Dicka 90+1’ Hummels |

| Arbitro: | Schärer |

|             |           |                |
| Igamane 47’ | Marcatori | 75’ Kulusevski |

| Arbitro: | Krogh |

|                           |           |                          |
| Stach 68’ Mokwa Ntusu 88’ | Marcatori | 3’ Maddison 22’, 77’ Son |

| Arbitro: | Gishamer |

|                                    |           |  |
| Scarlett 70’ Ajayi 84’ Moore 90+4’ | Marcatori |  |

#### Fase ad eliminazione diretta

##### Ottavi di finale
| Arbitro: | Rade Obrenović |

|                     |           |  |
| Bergvall 18’ (aut.) | Marcatori |  |

| Arbitro: | Pinheiro |

|                               |           |                    |
| Odobert 26’, 74’ Maddison 48’ | Marcatori | 63’ P. Koopmeiners |

##### Quarti di finale
| Arbitro: | Marciniak |

|           |           |            |
| Porro 26’ | Marcatori | 6’ Ekitike |

| Arbitro: | Massa |

|  |           |                    |
|  | Marcatori | 43’ (rig.) Solanke |

##### Semifinale
| Arbitro: | Sánchez Martínez |

|                                               |           |             |
| B. Johnson 1’ Maddison 34’ Solanke 61’ (rig.) | Marcatori | 83’ Saltnes |

| Arbitro: | Mariani |

|  |           |                       |
|  | Marcatori | 63’ Solanke 69’ Porro |

##### Finale
| Arbitro: | Zwayer |

|             |           |  |
| Johnson 42’ | Marcatori |  |

## Statistiche

### Statistiche di squadra
| Competizione   | Punti | In casa | In casa | In casa | In casa | In casa | In casa | In trasferta | In trasferta | In trasferta | In trasferta | In trasferta | In trasferta | In campo neutro | In campo neutro | In campo neutro | In campo neutro | In campo neutro | In campo neutro | Totale | Totale | Totale | Totale | Totale | Totale | DR  |
| Competizione   | Punti | G       | V       | N       | P       | Gf      | Gs      | G            | V            | N            | P            | Gf           | Gs           | G               | V               | N               | P               | Gf              | Gs              | G      | V      | N      | P      | Gf     | Gs     | DR  |
| -------------- | ----- | ------- | ------- | ------- | ------- | ------- | ------- | ------------ | ------------ | ------------ | ------------ | ------------ | ------------ | --------------- | --------------- | --------------- | --------------- | --------------- | --------------- | ------ | ------ | ------ | ------ | ------ | ------ | --- |
| Premier League | 38    | 19      | 6       | 3       | 10      | 35      | 35      | 19           | 5            | 2            | 12           | 29           | 30           | -               | -               | -               | -               | -               | -               | 38     | 11     | 5      | 22     | 64     | 65     | -1  |
| FA Cup         | -     | -       | -       | -       | -       | -       | -       | 2            | 1            | 0            | 1            | 4            | 2            | -               | -               | -               | -               | -               | -               | 2      | 1      | 0      | 1      | 4      | 2      | +2  |
| EFL Cup        | -     | 3       | 3       | 0       | 0       | 7       | 4       | 2            | 1            | 0            | 1            | 2            | 5            | -               | -               | -               | -               | -               | -               | 5      | 4      | 0      | 1      | 9      | 9      | 0   |
| Europa League  | 17    | 7       | 5       | 2       | 0       | 16      | 5       | 7            | 4            | 1            | 2            | 11           | 8            | 1               | 1               | 0               | 0               | 1               | 0               | 14     | 9      | 3      | 2      | 27     | 13     | +14 |
| Totale         | -     | 29      | 14      | 5       | 10      | 58      | 44      | 30           | 11           | 3            | 16           | 46           | 45           | 1               | 1               | 0               | 0               | 1               | 0               | 61     | 26     | 8      | 26     | 105    | 89     | +16 |

### Andamento in campionato
| Giornata  | 1 | 2 | 3  | 4  | 5  | 6 | 7 | 8 | 9 | 10 | 11 | 12 | 13 | 14 | 15 | 16 | 17 | 18 | 19 | 20 | 21 | 22 | 23 | 24 | 25 | 26 | 27 | 28 | 29 | 30 | 31 | 32 | 33 | 34 | 35 | 36 | 37 | 38 |
| --------- | - | - | -- | -- | -- | - | - | - | - | -- | -- | -- | -- | -- | -- | -- | -- | -- | -- | -- | -- | -- | -- | -- | -- | -- | -- | -- | -- | -- | -- | -- | -- | -- | -- | -- | -- | -- |
| Luogo     | T | C | T  | C  | C  | T | T | C | T | C  | C  | T  | C  | T  | C  | T  | C  | T  | C  | C  | T  | T  | C  | T  | C  | T  | C  | C  | T  | T  | C  | T  | C  | T  | T  | C  | T  | C  |
| Risultato | N | V | P  | P  | V  | V | P | V | P | V  | P  | V  | N  | P  | P  | V  | P  | P  | N  | P  | P  | P  | P  | V  | V  | V  | P  | N  | P  | P  | V  | P  | P  | P  | N  | P  | P  | P  |
| Posizione | 9 | 5 | 10 | 13 | 10 | 8 | 9 | 7 | 8 | 7  | 10 | 6  | 7  | 10 | 11 | 10 | 11 | 12 | 11 | 12 | 14 | 15 | 15 | 14 | 12 | 12 | 13 | 13 | 14 | 14 | 14 | 15 | 16 | 16 | 16 | 17 | 17 | 17 |

Legenda:

Luogo: C = Casa; T = Trasferta. Risultato: V = Vittoria; N = Pareggio; P = Sconfitta.

### Andamento in Europa League
| Giornata  | 1 | 2 | 3 | 4 | 5 | 6 | 7 | 8 |
| --------- | - | - | - | - | - | - | - | - |
| Luogo     | C | T | C | T | C | T | T | C |
| Risultato | V | V | V | P | N | N | V | V |
| Posizione | 4 | 3 | 2 | 7 | 9 | 9 | 6 | 4 |

Legenda:

Luogo: C = Casa; T = Trasferta. Risultato: V = Vittoria; N = Pareggio; P = Sconfitta.

### Statistiche dei giocatori
Sono in corsivo i calciatori che hanno lasciato la società a stagione in corso.
| Giocatore     | Premier League | Premier League | Premier League | Premier League | FA Cup   | FA Cup | FA Cup      | FA Cup     | League Cup | League Cup | League Cup  | League Cup | Europa League | Europa League | Europa League | Europa League | Totale   | Totale | Totale      | Totale     |
| Giocatore     | Presenze       | Reti           | Ammonizioni    | Espulsioni     | Presenze | Reti   | Ammonizioni | Espulsioni | Presenze   | Reti       | Ammonizioni | Espulsioni | Presenze      | Reti          | Ammonizioni   | Espulsioni    | Presenze | Reti   | Ammonizioni | Espulsioni |
| ------------- | -------------- | -------------- | -------------- | -------------- | -------- | ------ | ----------- | ---------- | ---------- | ---------- | ----------- | ---------- | ------------- | ------------- | ------------- | ------------- | -------- | ------ | ----------- | ---------- |
| O. Ajayi      | 0              | 0              | 0              | 0              | 0        | 0      | 0           | 0          | 0          | 0          | 0           | 0          | 1             | 1             | 0             | 0             | 1        | 1      | 0           | 0          |
| B. Austin     | 1              | -2             | 0              | 0              | 0        | -0     | 0           | 0          | 0          | -0         | 0           | 0          | 2             | -2            | 0             | 0             | 3        | -4     | 0           | 0          |
| R. Bentancur  | 26             | 2              | 9              | 0              | 1        | 0      | 1           | 0          | 4          | 0          | 0           | 0          | 13            | 0             | 4             | 0             | 44       | 2      | 14          | 0          |
| L. Bergvall   | 27             | 0              | 3              | 0              | 2        | 0      | 1           | 0          | 4          | 1          | 2           | 0          | 12            | 0             | 2             | 0             | 45       | 1      | 8           | 0          |
| Y. Bissouma   | 28             | 2              | 7              | 0              | 2        | 0      | 0           | 0          | 4          | 0          | 2           | 0          | 10            | 0             | 3             | 0             | 44       | 2      | 12          | 0          |
| K. Danso      | 10             | 0              | 0              | 0              | 1        | 0      | 0           | 0          | 1          | 0          | 0           | 0          | 3             | 0             | 0             | 0             | 15       | 0      | 0           | 0          |
| B. Davies     | 17             | 0              | 4              | 0              | 0        | 0      | 0           | 0          | 3          | 0          | 0           | 0          | 8             | 0             | 0             | 0             | 28       | 0      | 4           | 0          |
| A. Dorrington | 1              | 0              | 0              | 0              | 0        | 0      | 0           | 0          | 0          | 0          | 0           | 0          | 0             | 0             | 0             | 0             | 1        | 0      | 0           | 0          |
| R. Drăgușin   | 16             | 0              | 1              | 0              | 1        | 0      | 1           | 0          | 4          | 0          | 0           | 0          | 7             | 0             | 2             | 1             | 28       | 0      | 4           | 1          |
| F. Forster    | 7              | -15            | 0              | 0              | 0        | -0     | 0           | 0          | 2          | -4         | 0           | 0          | 4             | -6            | 0             | 0             | 13       | -25    | 0           | 0          |
| A. Gray       | 28             | 0              | 1              | 0              | 1        | 0      | 0           | 0          | 5          | 0          | 1           | 0          | 11            | 0             | 0             | 0             | 45       | 0      | 2           | 0          |
| B. Johnson    | 33             | 11             | 4              | 0              | 1        | 1      | 0           | 0          | 3          | 1          | 0           | 0          | 13            | 4             | 2             | 0             | 50       | 17     | 6           | 0          |
| A. Kinský     | 6              | -11            | 0              | 0              | 2        | -2     | 0           | 0          | 2          | -4         | 0           | 0          | 0             | 0             | 0             | 0             | 10       | -17    | 0           | 0          |
| D. Kulusevski | 31             | 7              | 2              | 0              | 2        | 1      | 0           | 0          | 5          | 1          | 0           | 0          | 11            | 1             | 2             | 0             | 49       | 10     | 4           | 0          |
| W. Lankshear  | 3              | 0              | 0              | 0              | 0        | 0      | 0           | 0          | 0          | 0          | 0           | 0          | 3             | 1             | 2             | 1             | 6        | 1      | 2           | 1          |
| J. Maddison   | 31             | 9              | 6              | 0              | 1        | 0      | 0           | 0          | 2          | 0          | 2           | 0          | 11            | 3             | 0             | 0             | 45       | 12     | 8           | 0          |
| Y. Min-hyeok  | 0              | 0              | 0              | 0              | 0        | 0      | 0           | 0          | 0          | 0          | 0           | 0          | 0             | 0             | 0             | 0             | 0        | 0      | 0           | 0          |
| M. Moore      | 10             | 0              | 0              | 0              | 2        | 0      | 0           | 0          | 2          | 0          | 0           | 0          | 5             | 1             | 0             | 0             | 19       | 1      | 0           | 0          |
| W. Odobert    | 16             | 1              | 0              | 0              | 0        | 0      | 0           | 0          | 1          | 0          | 0           | 0          | 4             | 2             | 0             | 0             | 21       | 3      | 0           | 0          |
| C. Olusesi    | 0              | 0              | 0              | 0              | 0        | 0      | 0           | 0          | 0          | 0          | 0           | 0          | 1             | 0             | 0             | 0             | 1        | 0      | 0           | 0          |
| P. Porro      | 33             | 2              | 5              | 0              | 2        | 0      | 2           | 0          | 3          | 0          | 0           | 0          | 12            | 1             | 0             | 0             | 50       | 3      | 7           | 0          |
| S. Reguilón   | 4              | 0              | 2              | 0              | 1        | 0      | 0           | 0          | 1          | 0          | 0           | 0          | 0             | 0             | 0             | 0             | 6        | 0      | 2           | 0          |
| Richarlison   | 15             | 4              | 2              | 0              | 0        | 0      | 0           | 0          | 2          | 0          | 0           | 0          | 7             | 1             | 1             | 0             | 24       | 5      | 3           | 0          |
| C. Romero     | 18             | 1              | 3              | 0              | 0        | 0      | 0           | 0          | 1          | 0          | 0           | 0          | 7             | 0             | 2             | 0             | 26       | 1      | 5           | 0          |
| P. M. Sarr    | 36             | 3              | 6              | 0              | 2        | 0      | 0           | 0          | 4          | 1          | 2           | 0          | 13            | 2             | 0             | 0             | 55       | 6      | 8           | 0          |
| D. Scarlett   | 3              | 0              | 0              | 0              | 0        | 0      | 0           | 0          | 0          | 0          | 0           | 0          | 2             | 1             | 0             | 0             | 5        | 1      | 0           | 0          |
| D. Solanke    | 27             | 9              | 0              | 0              | 1        | 0      | 0           | 0          | 4          | 2          | 0           | 0          | 13            | 5             | 0             | 0             | 45       | 16     | 0           | 0          |
| H-m. Son      | 30             | 7              | 1              | 0              | 2        | 0      | 0           | 0          | 4          | 1          | 0           | 0          | 10            | 3             | 0             | 0             | 46       | 11     | 1           | 0          |
| D. Spence     | 25             | 1              | 4              | 1              | 2        | 0      | 0           | 0          | 4          | 1          | 0           | 0          | 4             | 0             | 0             | 0             | 35       | 2      | 4           | 1          |
| M. Tel        | 13             | 2              | 2              | 0              | 1        | 1      | 0           | 0          | 1          | 0          | 0           | 0          | 5             | 0             | 1             | 0             | 20       | 3      | 3           | 0          |
| D. Udogie     | 25             | 0              | 2              | 0              | 0        | 0      | 0           | 0          | 2          | 0          | 0           | 0          | 9             | 0             | 0             | 0             | 36       | 0      | 2           | 0          |
| M. Van de Ven | 12             | 0              | 4              | 0              | 0        | 0      | 0           | 0          | 1          | 0          | 0           | 0          | 8             | 0             | 1             | 0             | 21       | 0      | 5           | 0          |
| T. Werner     | 18             | 0              | 0              | 0              | 1        | 0      | 0           | 0          | 3          | 1          | 0           | 0          | 5             | 0             | 0             | 0             | 27       | 1      | 0           | 0          |
| G. Vicario    | 24             | -39            | 0              | 0              | 0        | -0     | 0           | 0          | 1          | -1         | 0           | 0          | 9             | -5            | 1             | 0             | 34       | -45    | 1           | 0          |